# Selin Dişli
Selin Dişli (* 15. April 1998 in Viersen) ist eine türkische Fußballspielerin.

## Karriere

### Vereine
Selin Dişli wechselte 2010 von TuRa Brüggen in die Jugendabteilung von Bayer 04 Leverkusen, wo sie bis 2015 spielte – zuletzt für die B-Juniorinnen in der Bundesliga West/Südwest. Im Sommer 2015 wechselte sie zu Fortuna Köln in die Regionalliga West. Ein Jahr später schloss sie sich dem Ligakonkurrenten 1. FC Köln II an, mit dem ihr in dieser Spielzeit als Regionalligameister der Aufstieg in die 2. Bundesliga gelang. Im Sommer 2017 kehrte Dişli zu Fortuna Köln zurück.

### Nationalmannschaft
Dişli debütierte im Juni 2013 für die türkische U-17-Nationalmannschaft und kam für diese unter anderem im Rahmen der Qualifikation zur Europameisterschaft 2014 zum Einsatz. Für die U-19-Nationalmannschaft bestritt sie zwischen Februar 2014 und Juni 2016 insgesamt 21 Partien, darunter sechs Qualifikationsspiele zu den Europameisterschaften 2014 und 2015.
Im April 2016 wurde sie für das EM-Qualifikationsspiel gegen Deutschland erstmals in den Kader der A-Nationalmannschaft berufen, blieb in dieser Partie aber ebenso wie bei ihrer zweiten Nominierung im November 2017 gegen Jordanien noch ohne Einsatz. Ihr A-Länderspieldebüt gab sie schließlich am 4. April 2018 beim 3:2-Erfolg der Türkinnen im Freundschaftsspiel gegen Estland, dem drei Tage später ein weiterer Kurzeinsatz folgte.

## Erfolge
- Aufstieg in 2. Bundesliga 2017 (mit dem 1. FC Köln II)